# Emilie Hegh Arntzen
Emilie Hegh Arntzen (født 1. januar 1994) er en norsk håndboldspiller som spiller for rumænske CSM Bucuresti og Norges kvindehåndboldlandshold. Hun har tidligere spillet for Vipers Kristiansand, Byåsen HE og Gjerpen IF.